# Daryl Lindsay
Sir Ernest Daryl Lindsay est un artiste australien, né le 31 décembre 1889 à Creswick, Victoria, mort le 25 décembre 1976 à Mornington (en).
Il est le plus jeune frère de l'artiste et écrivain, Norman Lindsay.